# Chiesa di Sant'Abbondio (Collina d'Oro)
La chiesa di Sant'Abbondio è il principale luogo di culto cattolico di Gentilino, nel comune di Collina d'Oro, nel Canton Ticino.

## Storia
L'edificio, affiancato da un ossario, fu citato per la prima volta nel 1372, ma fu radicalmente modificato nel 1570, con l'aggiunta del campanile, e più decisamente nel XVII secolo: entro il 1694 le tre navate furono allungate e quella centrale rialzata, fu alzato il coro, i pilastri furono rimpiazzati, per un'opera complessiva che diede alla chiesa una chiara impronta barocca. Nel 1668 fu inoltre aggiunta la colonna votiva cimiteriale, mentre fra il 1723 e il 1730 il sagrato fu modellato secondo l'aspetto attuale.
Nel 1863 fu inoltre rimaneggiato il campanile: oltre ad aggiungervi le campane della ditta Giorgio Pruneri di Grosio, Agostino Camuzzi lo dotò di una cella campanaria sovrastata da una struttura di forma ottagonale dotata di cupola e guglia.

## Descrizione

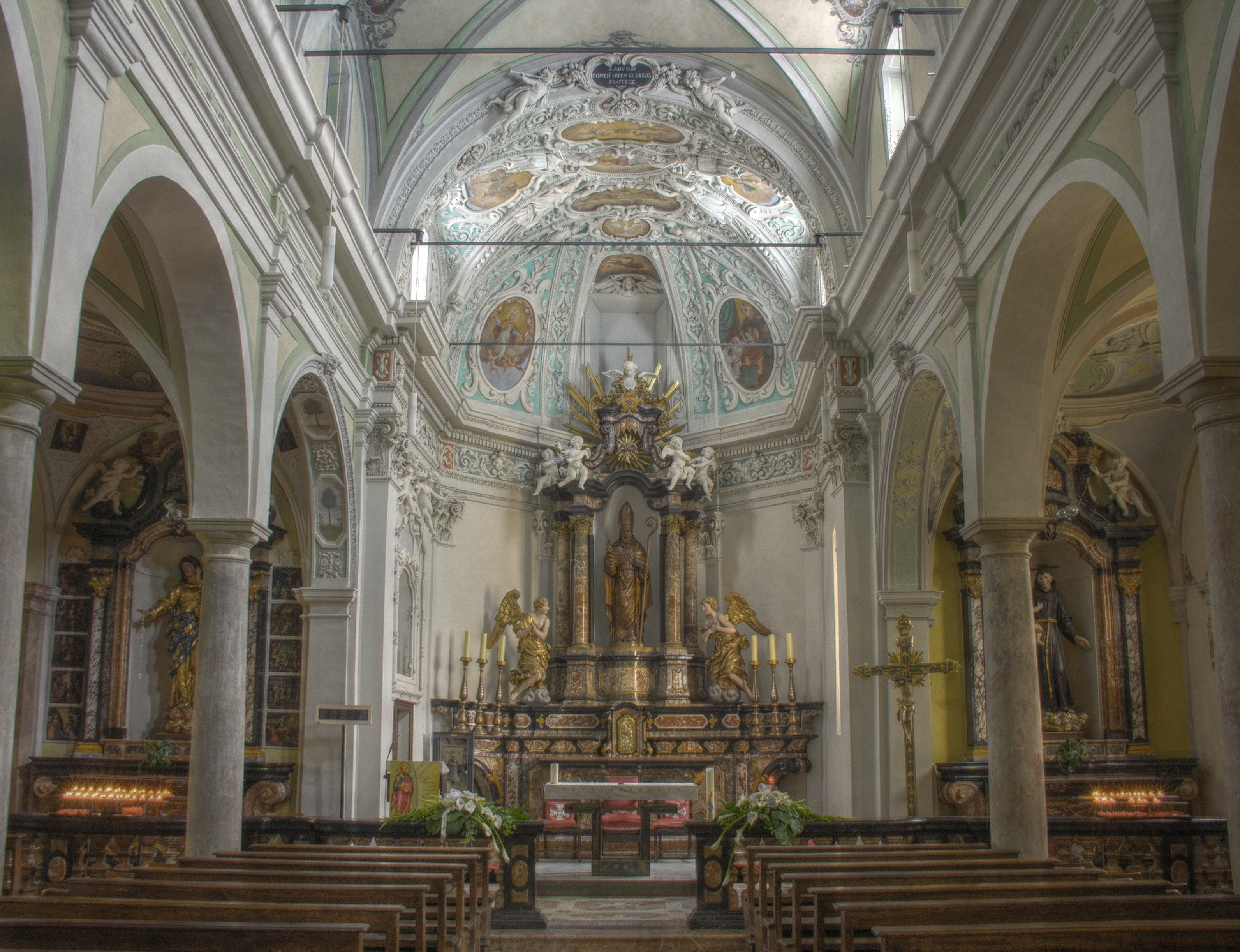
Interno

La chiesa di Sant'Abbondio è in stile barocco; internamente, presenta una struttura a tre navate separate da due file di archi a tutto sesto, con altari marmorei. La navata centrale termina in un coro poligonale, decorato a stucco nel XVIII secolo e preceduto dall'altare maggiore risalente al 1700. Sulla cantoria in controfacciata è collocato un organo costruito nel 1912 dalla ditta Marzoli e Rossi e ricostruito nel 1986 dalla ditta Mascioni di Azzio.
Lo strumento, a trasmissione mista (meccanica per le tastiere, pneumatica per il pedale e i registri), ha 2 tastiere di 58 tasti e una pedaliera piana parallela di 27 pedali.

## Galleria d'immagini

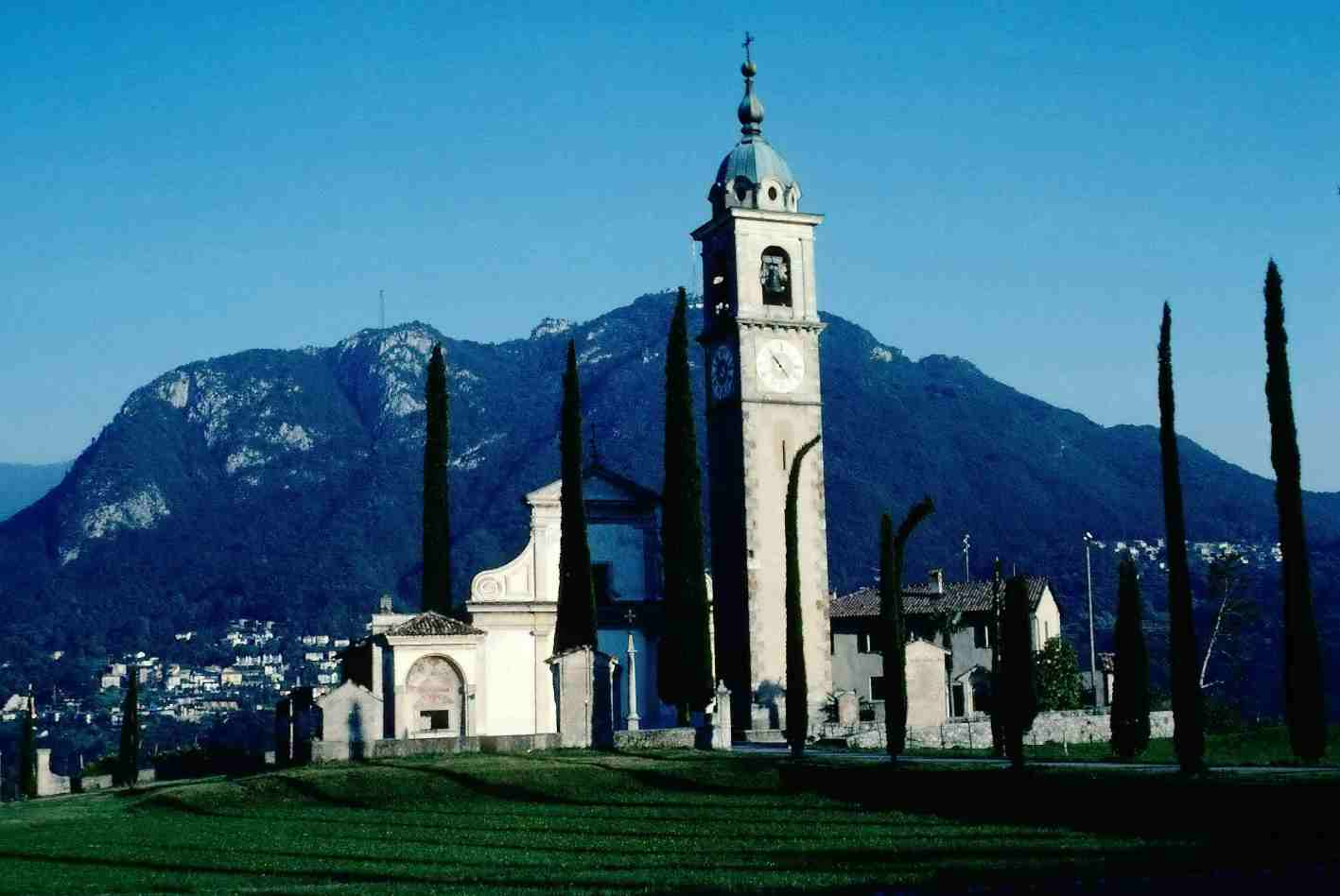
Un'altra veduta degli esterni
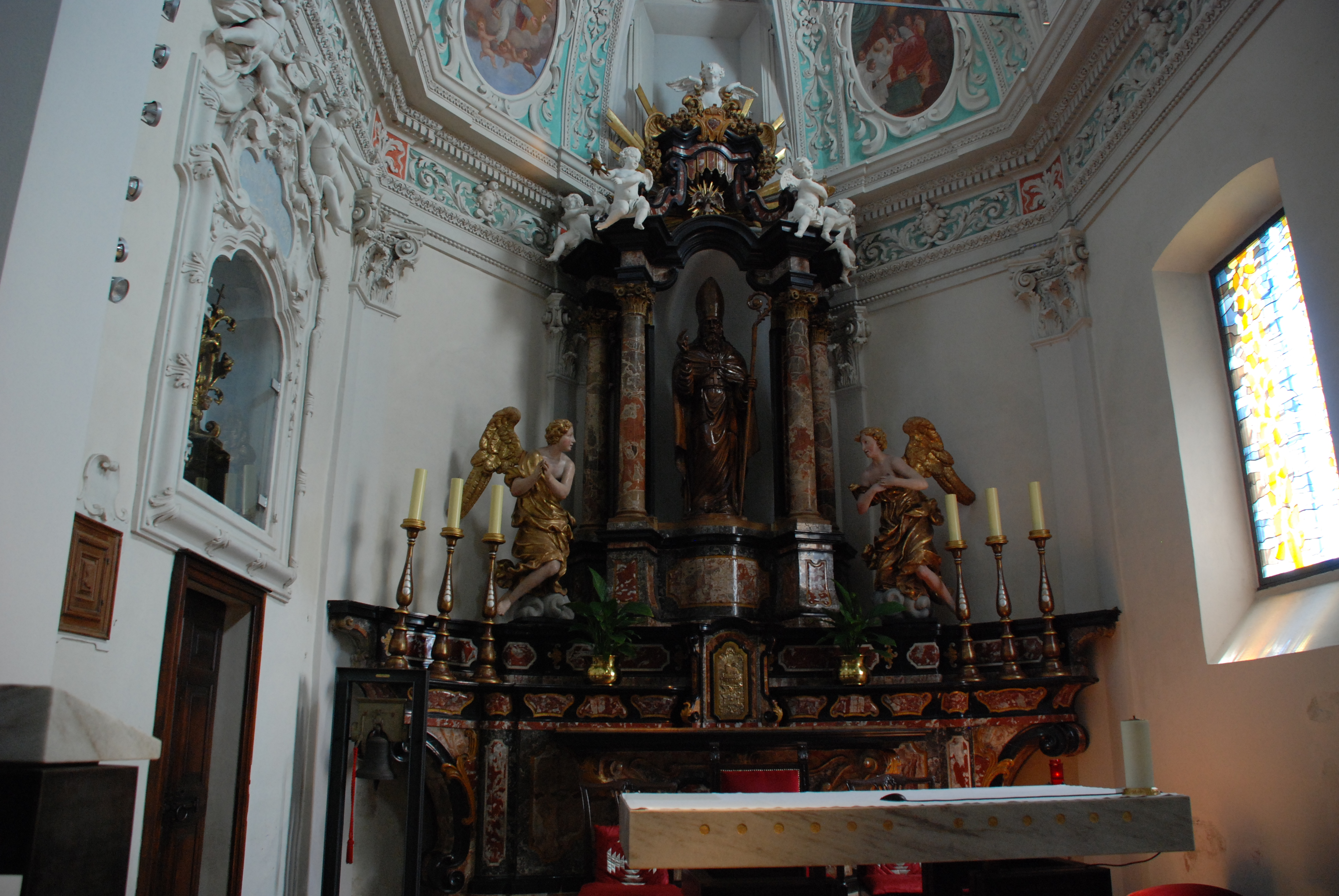
L'altare maggiore
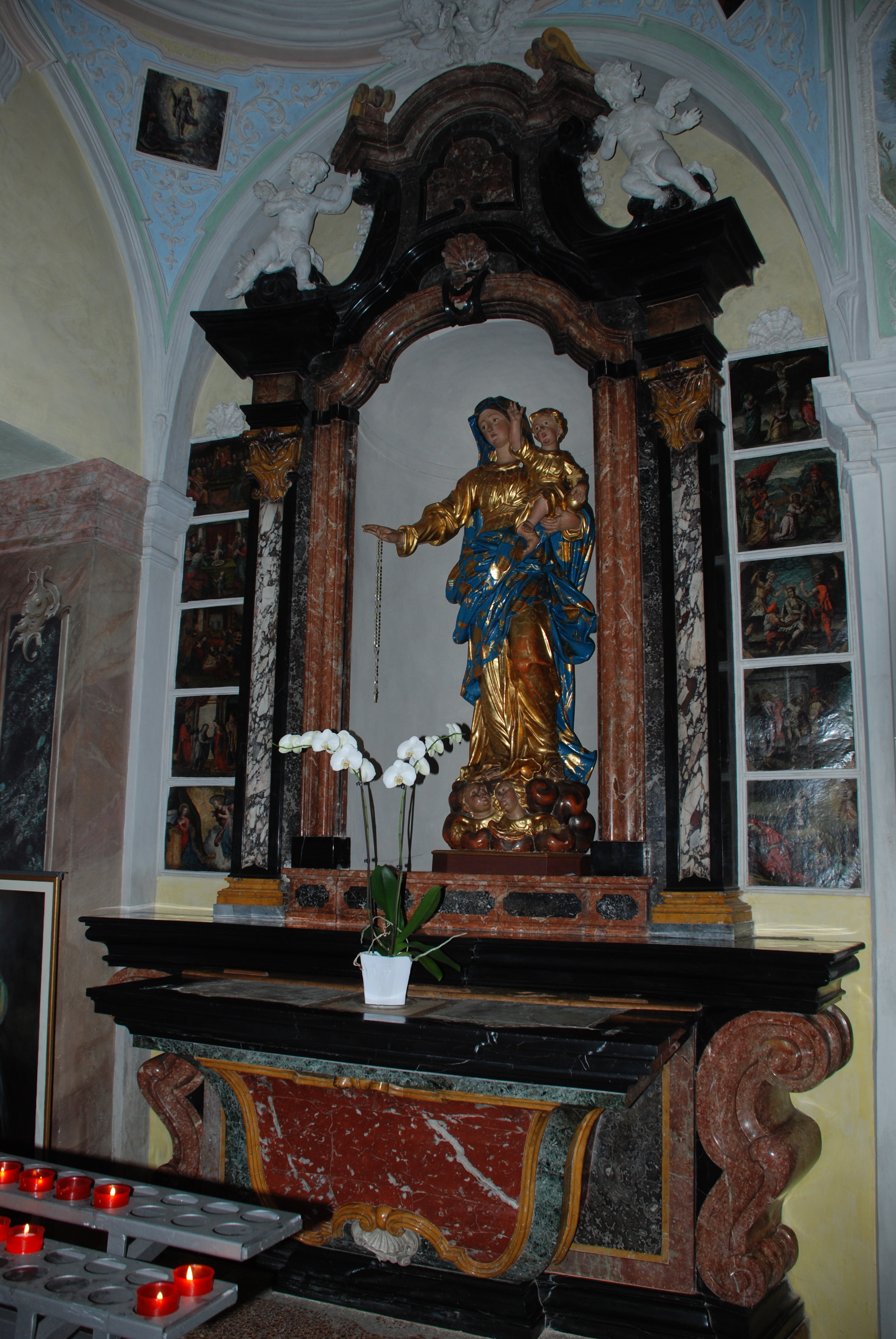
Statua della Madonna del Rosario
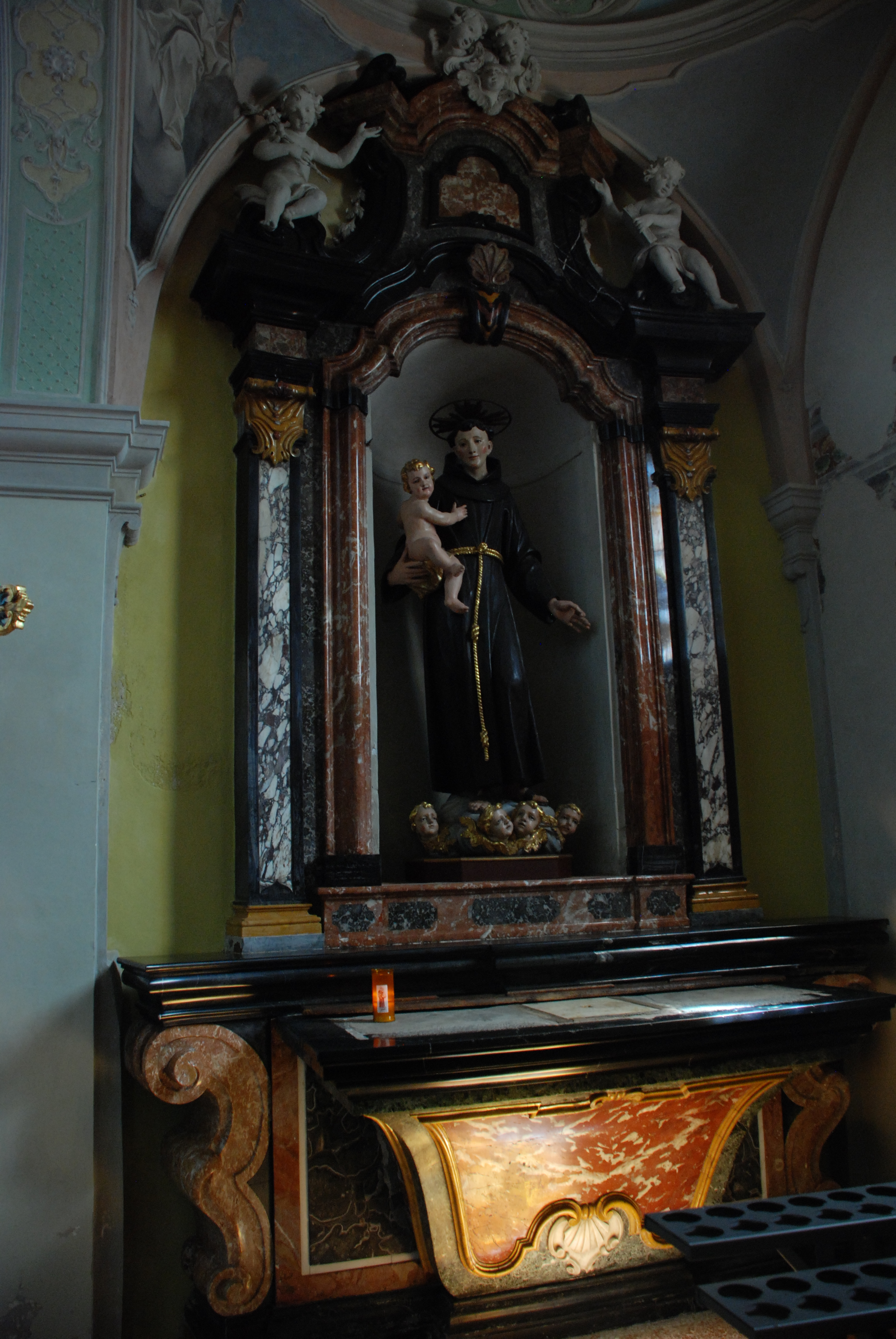
Statua di Sant'Antonio da Padova